# Веб-камера
Веб-камера (енгл. webcam, web camera) је врста камере прикључене на рачунар, најчешће преко USB порта или етернета (жично или бежично). Служи за снимање фотографија и видео-записа и њихово опционо преношење преко интернета у реалном времену.
Најчешћа употреба је за видео-телефонију, дозвољавајући кориштење рачунара као видео-телефона или станице за видео-конференције.
Веб-камере су изузетно раширене због своје ниске цијене и вишеструке употребе. Мане су им релативно ниска резолуција слике, спора реакција на промјену сцене и освјетљења и др.

## Технологија

### Оптика
Доступни су различити објективи, а најчешћи у веб-камерама потрошачког нивоа је пластични објектив, који се може ручно увлачити и извлачити ради фокусирања камере. Објективи са фиксним фокусом, који се не могу подешавати, такође су доступни. Пошто је дубина оштрине система камера већа за мање формате слика и за објективе са већом отвором бленде (мања бленда), системи који се користе у веб-камерама имају прилично велику дубину поља, тако да употреба објектива са фиксним фокусом не утиче много на оштрину слике.
Већина модела користи једноставну безфокусну оптику (фиксни фокус, подешен у фабрици за уобичајено растојање од монитора, на који је причвршћена, до корисника) или ручно фокусирање.

### Сензор слике
Сензори слике могу бити CMOS или CCD, при чему први преовлађују у јефтиним камерама, али камере са CCD-матрицама не обавезно надмашују камере на основу CMOS у буџетском сегменту. Већина потрошачких веб-камера способна је снимати видео са резолуцијом VGA при брзини од 30 кадрова у секунди. Многи нови уређаји могу снимати видео у резолуцији од неколико мегапиксела, а неки могу радити са високом фреквенцијом кадрова, као што је PlayStation Eye, који може снимати видео 320×240 при брзини од 120 кадрова у секунди. Већину сензора слике производе компаније Omnivision или Sony.

### Унутрашњи софтвер
Пошто је Бајеров филтер власнички, било која веб-камера садржи уграђену обраду слике, одвојену од компресије. Дигитални видеостримови представљају огромне количине података, што отежава њихов пренос (од сензора слике, где се подаци континуирано стварају) и складиштење. Већина, ако не и све, јефтине веб-камере опремљене су уграђеним ASIC-ом за компресију видеа у реалном времену.